# 알리안츠 파르키
알리안츠 파르키(포르투갈어: Allianz Parque)는 브라질 상파울루에 위치한 다목적 경기장으로 2014년 11월 19일에 개장했다.
2010년 이스타지우 팔레스트라 이탈리아(Estádio Palestra Itália)를 대체하기 위한 차원에서 건설되었다. SE 파우메이라스의 홈 구장으로 사용되고 있으며 콘서트장, 공연장, 원형 극장, 원형 경기장, 축구 경기장 등 다양한 용도로 사용되고 있다.

## 같이 보기
- 이스타지우 두 파카엠부
- 이스타지우 두 모룸비
- 아레나 코린치앙스